# Дмитрієв Ігор Борисович
Ігор Борисович Дмитрієв (29 травня 1927, Ленінград, РРФСР, СРСР — 26 січня 2008, Санкт-Петербург, Росія) — радянський і російський актор театру і кіно. Заслужений артист РРФСР (1963). Народний артист РРФСР (1988).

## Життєпис
Підлітком майбутній актор брав участь у шкільній самодіяльності, займався у піонерському ансамблі пісні і танцю Ленінградського Палацу піонерів.
У кіно дебютував у віці 12 років у картині В. Файнберга «Голос Тараса» (1940).
У вересні 1944 року вступив до Школи-студії імені В. І. Немировича-Данченка при МХАТі, до класу народних артистів СРСР Павла Володимировича Массальського та Сергія Капітоновича Блинникова. В 1948 році закінчив Школу-студію МХАТу і був прийнятий в трупу Ленінградського драматичного театру.
У 1948—1969 рр. — актор Ленінградського драматичного театру.
У 1969—1984 рр. — актор Ленінградського театру кіноактора.
У 1984—2008 рр. — актор Театру комедії імені Акімова.
З 1967 р. — кіноактор студії «Ленфільм». Зіграв близько 160 різнохарактерних ролей у фільмах, серіалах і телевиставах. Знявся у низці кінострічок українських кіностудій.
Багато працював на озвучуванні та дубляжі кінофільмів.
Помер 25 січня 2008 року у Санкт-Петербурзі на 81-му році життя. Похований 29 січня в Петербурзі на Серафимівському цвинтарі поряд з матір'ю та бабусею Тетяною Соломонівною.

## Фільмографія
- «Голос Тараса» (1940, польський гімназист)
- «Академік Іван Павлов» (1949, студент (немає в титрах)
- «Мусоргський» (1950, епізод (немає в титрах)
- «Вона вас кохає» (1956, Анатолій Пильников, акомпаніатор Ухова)
- «Тихий Дон» (1958, Євген Листницький, білогвардійський офіцер)
- «У дні Жовтня» (1958, Олександр Блок)
- «Під стукіт коліс» (1958, Василь Ковальський, культпрацівник в будинку відпочинку)
- «Піднята цілина» (1959—1961, підпоручик Вацлав Августович Лят'євський)
- «Чорна чайка» (1962, поранений диверсант)
- «Каїн XVIII» (1963)
- «Зайчик» (1964, актор)
- «Гамлет» (1964, Розенкранц)
- «Залп „Аврори“» (1965, Дибенко)
- «Зелена карета» (1967, Микола Осипович Дюр)
- «Пароль не потрібен» (1967, поручик Юрій Мордвинов)
- «Микола Бауман» (1967, Василь Іванович Качалов)
- «Стара, стара казка» (1968, східний принц)
- «Помилка Оноре де Бальзака» (1968, Давидов; Кіностудія ім. О. Довженка)
- «Старий дім» (1969, Василь Петрович, колишній декабрист)
- «Один з нас» (1970, Отто Брайер)
- «Любов Ярова» (1970, Єлісатов)
- «Родина Коцюбинських» (1970, американський журналіст; Кіностудія ім. О. Довженка)
- «Ференц Ліст. Мрії любові» (1970, князь Микола Петрович Вітгенштейн)
- «Прощання з Петербургом» (1971, Великий Князь)
- «Де ви, лицарі?» (1971, Кім Олексійович Єрмілов, вчений, співавтор Кресовського з наукової роботи; Кіностудія ім. О. Довженка)
- «Даурія» (1971, Соломонов, осавул-каратель)
- «Гойя, або Тяжкий шлях пізнання» (1971, Герцог Альба)
- «Довга дорога в короткий день» (1972, Дмитро Долгін, кандидат наук; Кіностудія ім. О. Довженка)
- «Останні дні Помпеї» (1972, дресирувальник Полумухін)
- «Відкрита книга» (1973, Раєвський)
- «Хто був нічим...» (1974, містер Фінч)
- «…той стане всім…» (1975, Фінч)
- «Зірка привабливого щастя» (1975, граф Лебцельтерн, австрійський посланник в Петербурзі)
- «Весна двадцять дев'ятого» (1975, Груздєв, інженер; Одеська кіностудія)
- «Довіра» (1975, В. Д. Бонч-Бруєвич)
- «Синій птах» (1976, Задоволення Бути Чарівним)
- «Туфлі із золотими пряжками» (1976, заморський детектив; Одеська кіностудія)
- «Строгови» (1976, Прибиткін, слідчий)
- «Під кінець літа» (1976, Антон Андрійович, син Андрія Опанасовича)
- «Золота міна» (1977, Ян Карлович Поднієкс, пластичний хірург)
- «Собака на сіні» (1977, граф Федеріко (вокал — Михайло Боярський)
- «Як Іванко-дурник по диво ходив» (1977, Король)
- «Це було в Коканді» (1977, полковник Чернишов)
- «Вогняні дороги» (1977, Віктор Мединський, повітовий начальник поліції Коканда)
- «Освідчення в коханні» (1977, пасажир на пароплаві)
- «Ходіння по муках» (1977, О. Ф. Керенський)
- «Зворотний зв'язок» (1977, Артюшкін)
- «Вогняні дороги» (1977—1984, Віктор Мединський, повітовий начальник поліції Коканда)
- «Ярославна, королева Франції» (1978, Халцедоній, візантієць в Києві)
- «Коли йдеш – іди» (1978, спекулянт, який торгує книгами)
- «Молодший науковий співробітник» (1978, к/м; Анатолій Борисович Катін)
- «Клуб самогубців, або Пригоди титулованої особи» (1979, полковник Джеральдін, а також закадровий текст)
- «По вулицях комод водили» (1979, Гарунський; Одеська кіностудія)
- «Поема про крила» (1979, великий князь)
- «Подорож в інше місто» (1979, Костя, друг Кириллова)
- «Прибулець» (1979, Марзух; Кіностудія ім. О. Довженка)
- «Склянка води» (1979, маркіз де Торсі)
- «Шерлок Холмс і доктор Ватсон» (1979, інспектор Грегсон)
- «Блакитний карбункул» (1979, Малделей)
- «Кажан» (1979, Франк, директор в'язниці (співає Борис Смолкін)
- «Пригоди Шерлока Холмса і доктора Ватсона» (1980, інспектор Грегсон)
- «Тільки в м'юзік холі» (1980, режисер м'юзік-холу; Одеська кіностудія)
- «Ідеальний чоловік» (1980, віконт де Нанжак)
- «Мій тато — ідеаліст» (1980, Іван Сергійович)
- «Овід» (1980, епізод; Кіностудія ім. О. Довженка)
- «Скарбничка» (1980, т/ф, 2 а, Бешю, начальник поліції; Кіностудія ім. О. Довженка)
- «Проданий сміх» (1981, намагнічений)
- «Крєпиш» (1981, Елтон-старший)
- «Сільва» (1981, князь Леопольд фон Веллергейм, батько Едвіна)
- «Покровські ворота» (1982, Гліб Миколайович Орлович)
- «Владивосток, рік 1918» (1982, Гірса)
- «Без видимих причин» (1982, Алмазов)
- «Магістраль» (1983, «Двійник»)
- «Божевільний день інженера Баркасова» (1983, Юрій Крутецький)
- «Анна Павлова» (1983, Лев Самойлович Бакст)
- «Повернення з орбіти» (1983, попутник у поїзді; Кіностудія ім. О. Довженка)
- «Біля небезпечної межі» (1983, фон Третнов, німецький аристократ)
- «За синіми ночами» (1983, Храпов, московський артист, друг Кирила)
- «Прохіндіада, або Біг на місці» (1984, людина в лазні)
- «Макар-слідопит» (1984, англієць)
- «Казки старого чарівника» (1984, перший міністр; Одеська кіностудія)
- «Осінній подарунок фей» (1984, генерал)
- «Виграш самотнього комерсанта» (1984, Лоретті)
- «Русь споконвічна» (1985, Трибоніан)
- «Сезон див» (1985, Ігор Борисович, гість-мистецтвознавець; Одеська кіностудія)
- «Чоловіки є чоловіки» (1985, Василь Захарович, вчитель біології; Кіностудія ім. О. Довженка)
- «Іван Бабушкін» (1985, Гондатті)
- «Казкова подорож містера Більбо Беггінса, гобіта» (1985, Ґолум)
- «Щасливий, хто любив…» (1986, інспектор; Кіностудія ім. О. Довженка)
- «Казка про закоханого маляра» (1987, придворний лікар)
- «Біле прокляття» (1987, турист з Німеччини)
- «Щасливий випадок» (1987, газетчик, оповідач)
- «Цирк приїхав» (1987, директор цирку, деспот і тиран, великий пройдисвіт)
- «Дискжокей» (1987, епізод; Кіностудія ім. О. Довженка)
- «Штани» (1988, Ілля Ілліч, актор театру)
- «Стукач» (1988, Ліпков)
- «Блакитна троянда» (1988, Сергій Мілевський; Укртелефільм)
- «Циганський барон» (1988, Омонай, губернатор (співає Альфред Шаргородський)
- «Сірано де Бержерак» (1989, Монфлері, артист театру «Бургундський готель»)
- «А чи був Каротін?» (1989, Отто Грюневальд)
- «Світла постать» (1989, колишній співак Бернардов; Одеська кіностудія)
- «Гори димлять» (1989, барон фон Штенберг; Укртелефільм)
- «Світла постать» (1989, колишній співак Бернардов; Одеська кіностудія)
- «Годинникар і курка» (1989, граф Лундишев; Кіностудія ім. О. Довженка)
- «Дон Сезар де Базан» (1989, дон Хосе де Сантарен, перший міністр)
- «Битва трьох королів» (1990, граф Нініозо)
- «Фуфель» (1990, Арвід Янович Лещенко, нумізмат; Укртелефільм)
- «Коли святі марширують» (1990, Федя Барановський, директор джазового клубу)
- «І чорт з нами» (1991, артист, гість фестивалю; Одеська кіностудія)
- «Тартюф» (1991, Клеант)
- «Чіча» (1991, Рудницький, конферансьє)
- «Фатальні діаманти» (1992, дядько Володя, антиквар; Укртелефільм)
- «Мушкетери двадцять років по тому» (1992, герцог Бофор; Одеська кіностудія)
- «Колесо кохання» (1994, Андрій Дмитрович)
- «Веселенька поїздка» (1994, Олександр Анатолійович; Росія—Україна)
- «Господи, помилуй заблудлих» (1994, Казахстан—Україна)
- «Поклик предків. Великий Туран» (1995, Валентин)
- «Подаруй мені місячне сяйво» (2001, Едуард Сорокін, «адмірал»)
- «Роксолана 3. Володарка імперії» (2003, Укртелефільм)
- «Бідна Настя» (2003—2004, т/с; князь Сергій Степанович Оболенський, дядько Михайла і Наталії Рєпніних, старий друг Івана Корфа)
- «Золоте теля» (2006, монархіст Федір Хворобьєв (2-а серія) та ін.